# Спуск судов
Спуск судна — технологический процесс в судостроении и судоремонте. В процессе спуска корпус судна, изначально находящийся на берегу (или в доке), перемещается в воду; однако это не всегда означает завершение строительства судна, достройка может продолжаться и на воде.

## Управляемый спуск

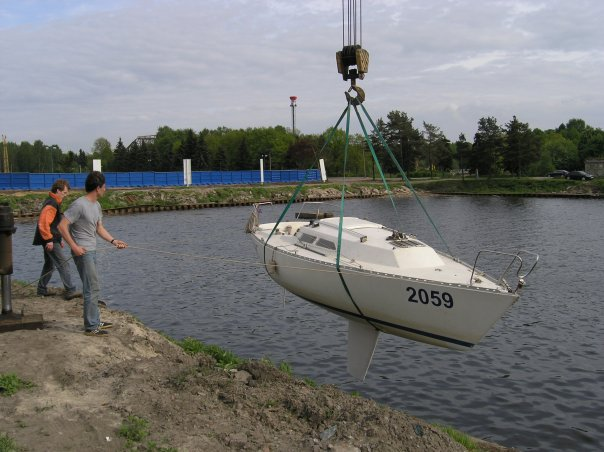
Спуск яхты «Альянс» на воду

Перемещение судна осуществляется при помощи вспомогательных устройств и механизмов. В этом случае персонал, осуществляющий спуск, имеет возможность регулировать скорость перемещения судна.
Для управляемого спуска используют:
- слипы
- плавучие доки
- сухие доки
- Пневматические ролик-мешки[1]
- Подъёмные краны (только для малых судов)

## Неуправляемый спуск

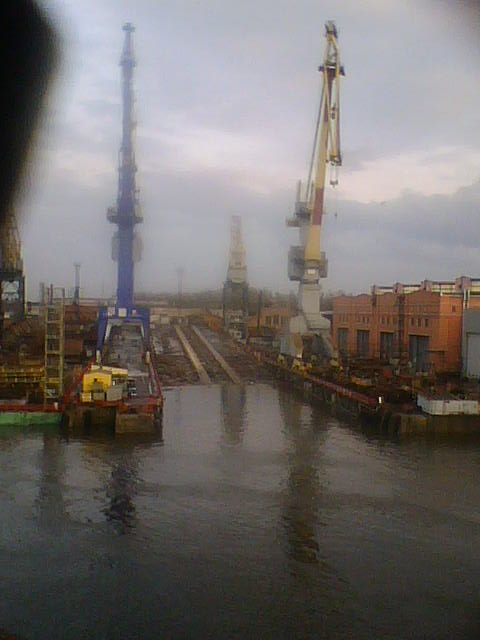
Продольный стапель

Неуправляемый спуск осуществляют со стапелей. При неуправляемом спуске судно перемещается под действием силы тяжести.

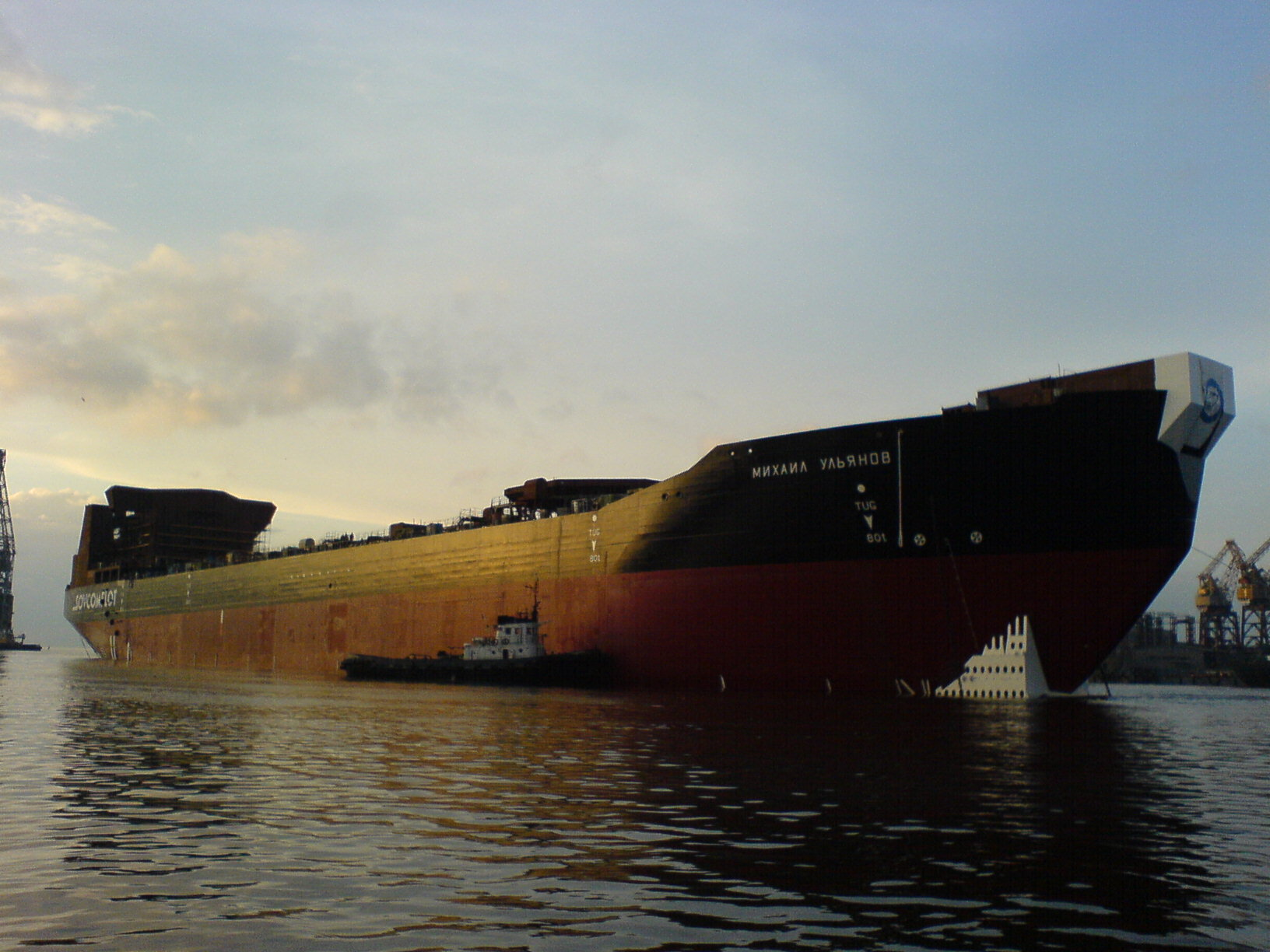
Танкер «Михаил Ульянов» после спуска на воду. Видны элементы спускового устройства (на уровне воды — белого цвета)

Различают продольный (судно движется вдоль своей продольной оси) и поперечный (судно движется вдоль поперечной оси) виды спуска.
Процесс спуска со стапеля подразделяют на следующие этапы:
1. От начала движения по стапелю до входа спускового устройства в воду. На судно действуют сила тяжести, сила инерции и сила взаимодействия спускового устройства со спусковыми дорожками стапеля;
2. От момента входа спускового устройства в воду до начала всплытия либо опрокидывания. В дополнение к указанным выше силам на корпус судна и спусковое устройство начинает действовать гидродинамическая сила;
3. От начала всплытия либо опрокидывания до прекращения контакта со стапелем;
4. От прекращения контакта со стапелем до полной остановки судна относительно берега. На этом этапе для остановки судна, как правило, используют вспомогательные устройства — драги и якоря.

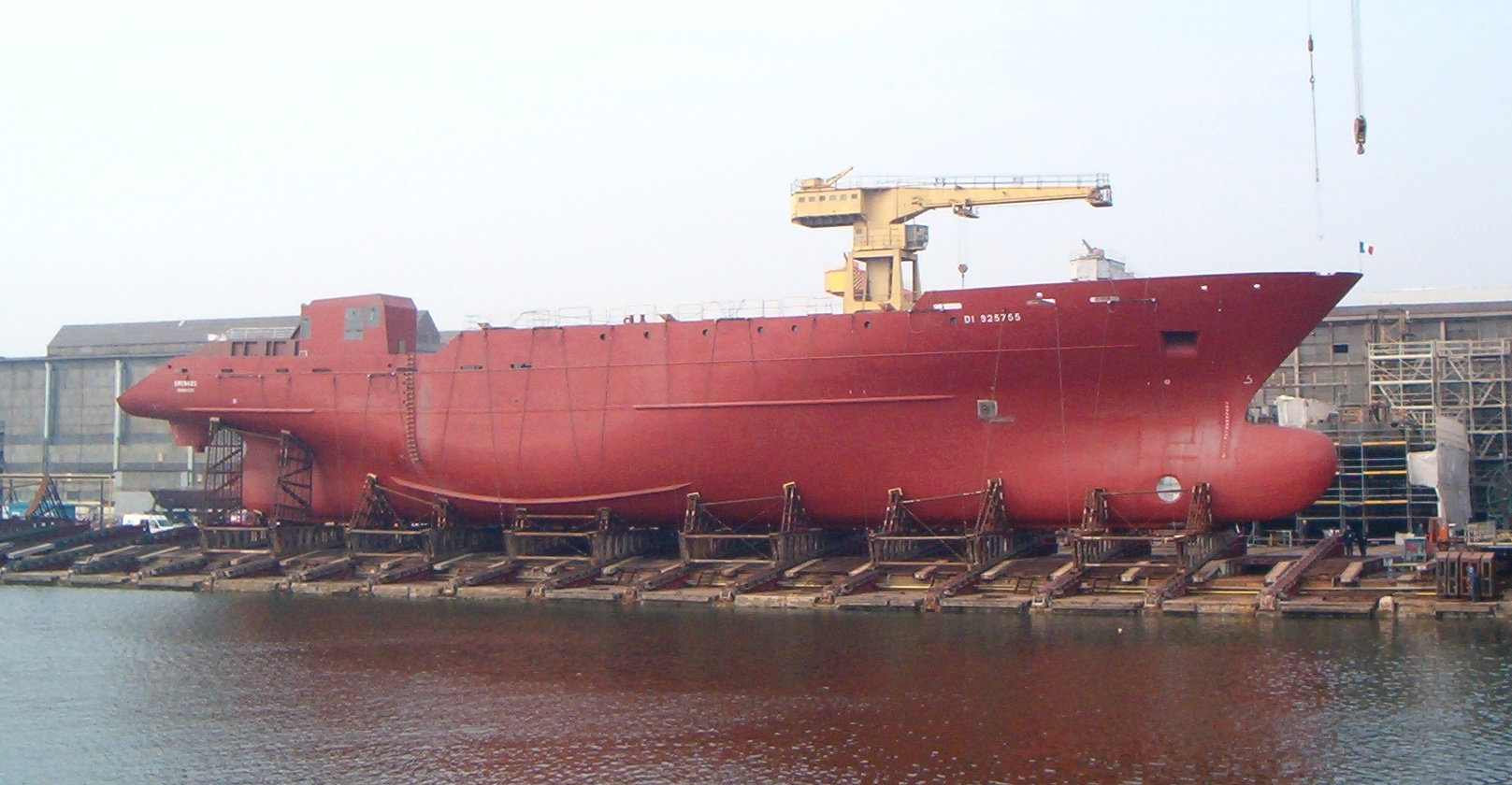
Судно на стапеле до спуска
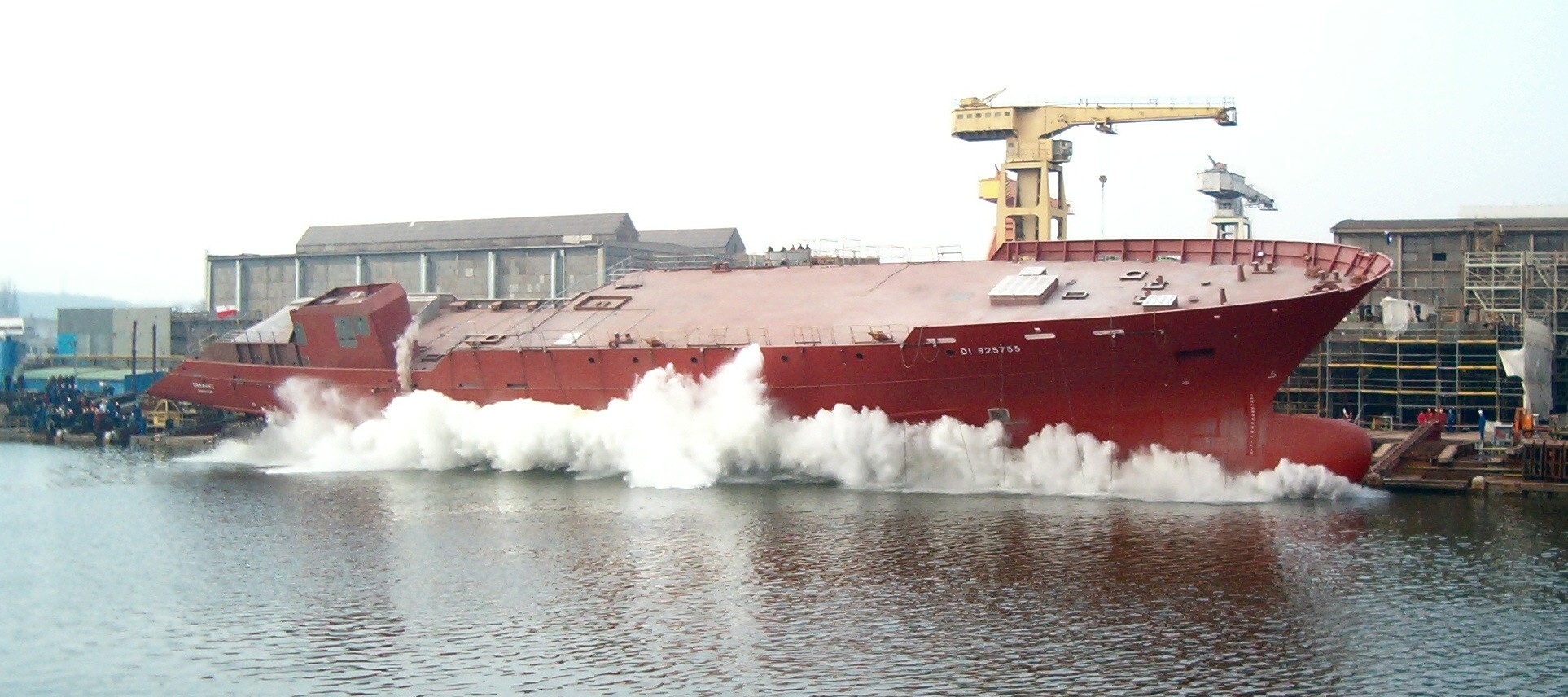
2 этап спуска
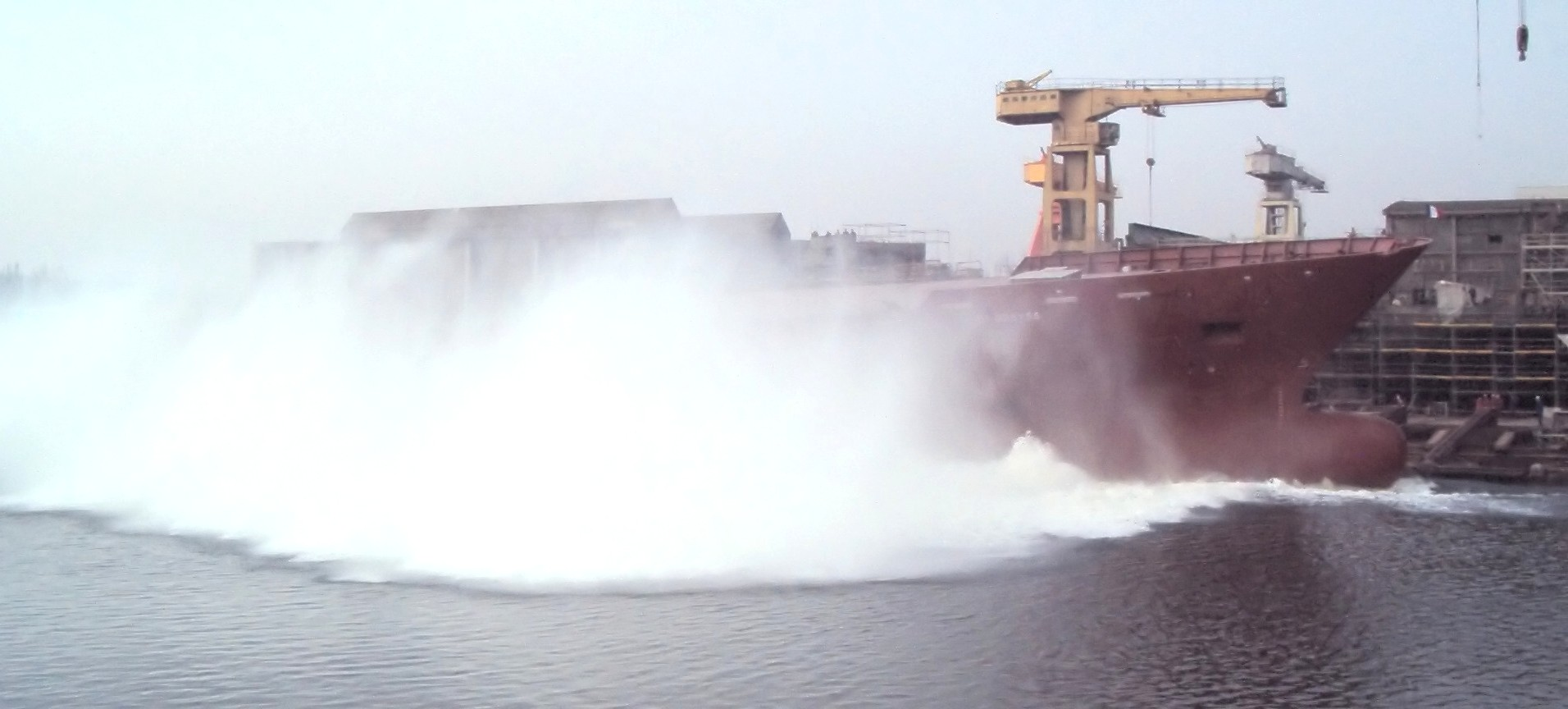
3 этап спуска
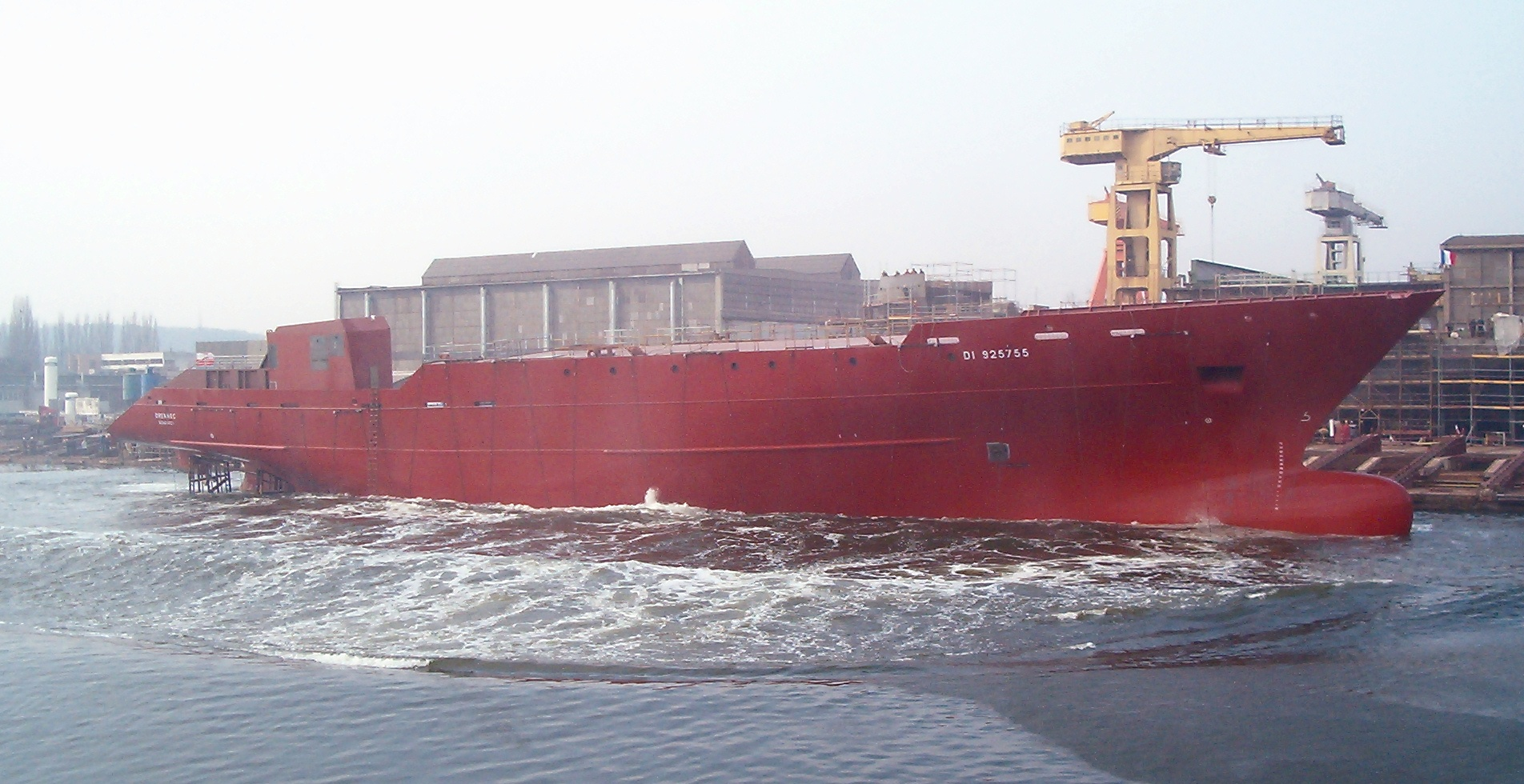
4 этап спуска
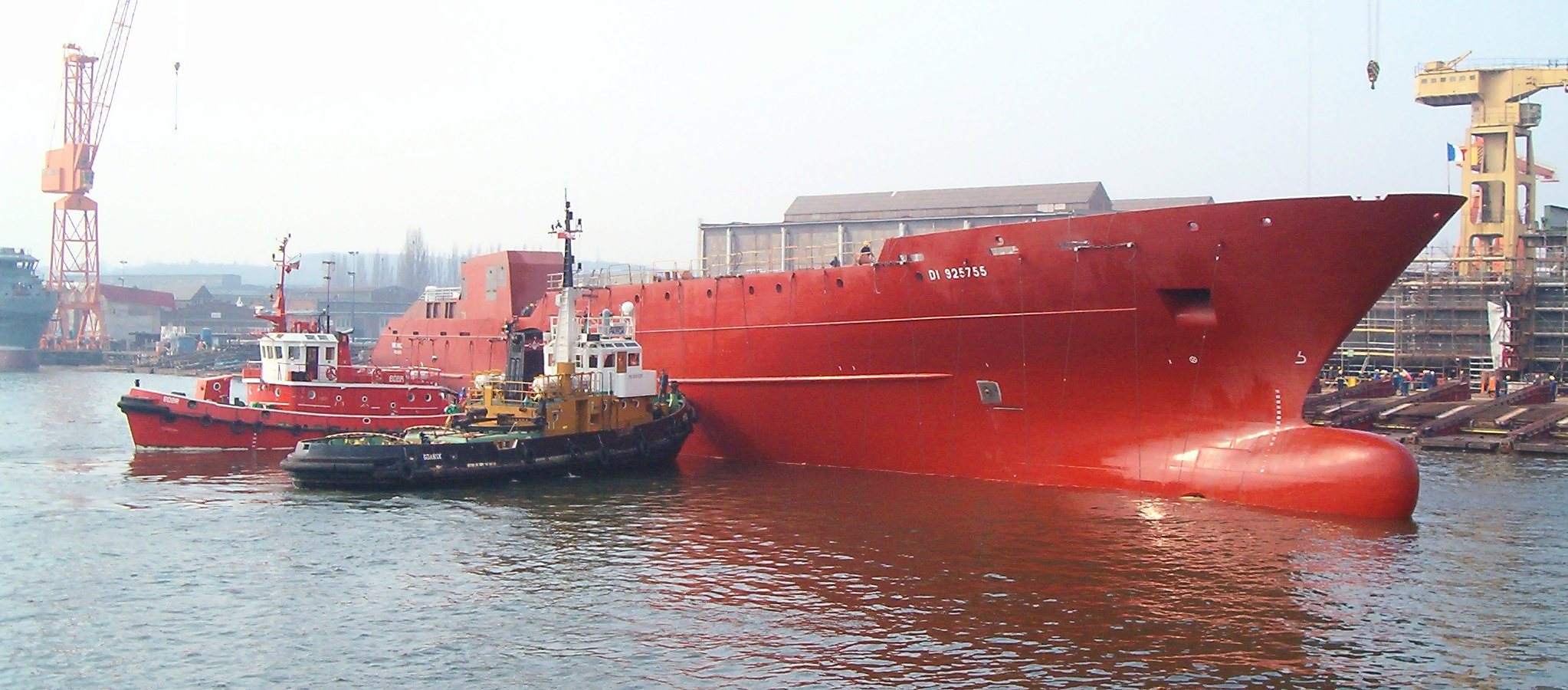
Спуск завершён